# Empfehlungsdienst

Schematische Darstellung eines Empfehlungssystems

Ein Empfehlungsdienst (englisch Recommender System) ist ein Softwaresystem, welches das Ziel hat, eine Vorhersage zu treffen, die quantifiziert, wie stark das Interesse eines Benutzers an einem Objekt ist, um dem Benutzer genau die Objekte aus der Menge aller vorhandenen Objekte zu empfehlen, für die er sich wahrscheinlich am meisten interessiert. Typische Objekte eines Empfehlungsdienstes sind zum Beispiel Produkte eines Webshops, Musikstücke bzw. Künstler oder Filme. Ein Empfehlungsdienst soll dadurch zur Bewältigung der Informationsüberflutung beitragen, indem es dem Benutzer aus einer unübersichtlichen Menge an Objekten eine Teilmenge empfiehlt. Zur Ermittlung der passenden Empfehlungen verwendet ein Empfehlungsdienst Methoden des Maschinellen Lernens und des Information Retrievals.

## Grundlagen
Empfehlungsdienste kommen immer dann zum Einsatz, wenn es eine große Menge an Objekten (z. B. Produkte, Musikstücke, Filme, Nachrichtenartikel) gibt, aus denen dem Benutzer eine kleine Teilmenge empfohlen werden soll. Dabei geht es meist darum, dem Benutzer das Entdecken für ihn neuer und interessanter Objekte zu erleichtern. Ziel des Betreibers eines Empfehlungsdienstes ist die Umsatzsteigerung (z. B. bei der Empfehlung von Produkten) oder die Steigerung der Zugriffszahlen bzw. allgemein die Steigerung der Nutzung seines Angebots.
Die einfachste Art von Empfehlungsdiensten bestimmt zu dem aktuell benutzen Objekt weitere, ähnliche Objekte (zum Beispiel ähnliche Nachrichtenartikel zu dem, der gerade gelesen wird). Der Großteil der Empfehlungsdienste in der Forschung betrachtet den Benutzer als zentrale Entität, für den eine personalisierte Empfehlungsmenge ermittelt werden soll. Dazu wird das Interesse des Benutzers an bereits genutzten Objekten erfasst. Das Interesse an einem Objekt wird durch eine Bewertung des Benutzers quantifiziert. Die Bewertung kann explizit oder implizit erhoben werden. Bei der expliziten Bewertung wird der Benutzer aufgefordert, ein Objekt zu bewerten, z. B. durch das Anklicken von einem bis fünf Sternen (Likert-Skala). Die implizite Ermittlung der Bewertung erfolgt durch die Analyse des Benutzerverhaltens. Im einfachsten Fall ist dies eine binäre Bewertung (hat das Objekt genutzt / nicht genutzt). Mit Hilfe dieser Bewertungsdaten können Ähnlichkeiten zwischen Benutzern berechnet oder mathematische Modelle zur Vorhersage der Benutzerinteressen angelernt werden.

## Unterscheidung nach Datengrundlage
Empfehlungsdienste werden vor allen Dingen danach unterschieden, welche Datengrundlage sie zur Bestimmung der Empfehlungsmenge nutzen. Die beiden klassischen Typen von Empfehlungsdiensten sind die inhaltsbasierten (englisch content-based) und kollaborativen (englisch collaborative) Empfehlungsdienste. Weitere Typen von Empfehlungsdiensten beziehen z. B. den Kontext (kontextsensitive Empfehlungsdienste), den zeitlichen Verlauf (englisch time-aware Recommender Systems) oder demografische Daten des Benutzers sowie Merkmale zu den Objekten mit ein.

### Inhaltsbasierte Empfehlungsdienste
Inhaltsbasierte Empfehlungsdienste empfehlen Objekte, die ähnlich den Objekten sind, die der Benutzer bereits hoch bewertet hat. Dazu ist es erforderlich, die Ähnlichkeit zwischen zwei Objekten bestimmen zu können.

### Kollaborative Empfehlungsdienste
Kollaborative Empfehlungsdienste (auch Kollaboratives Filtern) empfehlen die Objekte, an denen Benutzer mit ähnlichem Bewertungsverhalten (ähnliche Benutzer) das größte Interesse haben. Dazu müssen keine weiteren Kenntnisse über das Objekt selber vorhanden sein. Zu dem Empfehlungsdienst zählt der benutzerbezogene und elementbasierte Algorithmus, außerdem das modell- und speicherbasierte Verfahren.

## Unterscheidung nach grundlegender Vorhersagemethode
Es gibt für Empfehlungsdienste zwei grundlegende Lernmethoden: speicherbasierte (englisch memory-based; auch heuristische, englisch heuristic-based) und modellbasierte (englisch model-based) Empfehlungsdienste. Speicherbasierte Empfehlungsdienste nutzen alle gespeicherten Bewertungsdaten, um mit Hilfe von berechneten Ähnlichkeiten zwischen Benutzern bzw. Objekten die Bewertung nicht bewerteter Benutzer-Objekt-Kombinationen abzuschätzen. Modellbasierte Empfehlungsdienste nutzen die Bewertungsdaten als Lerndaten, um mit Methoden des maschinellen Lernens ein mathematisches Modell zu erlernen, mit dessen Hilfe das Interesse eines Benutzers an einem Objekt vorhergesagt werden kann.

## Beispiele für Empfehlungsdienste
Eine bekannte Recommendation Engine ist jene von Amazon.com zur Empfehlung von Buchtiteln und anderen Produkten. Ein anderes Beispiel ist der BibTip-Dienst der KIT-Bibliothek. Inzwischen nutzen zahlreiche deutsche Unternehmen die Empfehlungsfunktion, unter anderem die Quelle GmbH (vor ihrer Insolvenz und der Einstellung des Geschäftsbetriebs im Jahre 2009), die Metro AG oder Moviepilot.

## Wissenschaftliche Forschung über Empfehlungsdienste
Die größte internationale Konferenz über Empfehlungsdienste wird jährlich von der Association for Computing Machinery ausgerichtet.
Den größten wissenschaftlichen Wettbewerb im Bereich Empfehlungsdienste, der mit 1 Million USD dotiert war, rief der US-amerikanische DVD-Verleih Netflix 2006 ins Leben. Die Siegerlösung wurde 2009 von einem Konglomerat namens „BellKor’s Pragmatic Chaos“ geliefert. Forscher von commendo research & consulting (Österreich), AT&T Research (USA), Pragmatic Theory (Kanada) und Yahoo! Research (Israel) setzten sich dabei gegen 50.000 Konkurrenzteams durch.